# Темпл (гора, Альберта)
Темпл (англ. Mount Temple) — гора в национальном парке Банф в Канадских Скалистых горах (Альберта, Канада), 7-я по высоте вершина Альберты (3544 м). Темпл расположен в долине реки Боу между Парадайз-Крик и Морейн-Крик и является самой высокой точкой в районе озера Луиз. Пик доминирует над западным ландшафтом вдоль Трансканадского шоссе от Касл-Джанкшн до озера Луиз.

## История
Гора была названа Джорджем Мерсером Доусоном в 1884 году в честь сэра Ричарда Темпла (1826—1902), который в том году посещал Канадские Скалистые горы. Гора Темпл была первым пиком выше 3400 м, на который удалось подняться в канадском сегменте Скалистых гор.
- 11 июля 1955 года гора стала свидетелем одного из самых трагических альпинистских происшествий в Канаде, когда семь американских подростков погибли на маршруте юго-западного гребня. Тёплый летний день вызвал сход нескольких близлежащих лавин. В конце концов, группа решила повернуть назад и во время спуска лавина унесла 10 членов группы на 200 м по снежному полю через узкое место в скалах. У всей группы был только один ледоруб и они не были хорошо подготовлены к серьёзности маршрута. Группа также пошла по маршруту без одного из лидеров своей группы[3].
- 25 сентября 2015 года Джен Кунце, заядлая бегунья и путешественница из Калгари упала со склона и разбилась насмерть[4][5].

## Восхождение
Подъём на Темпл осуществляется по нескольким маршрутам для альпинистов, а обычный маршрут по юго-западному склону — маршрут для скрэмблинга среднего класса.

### Первое восхождение
Первое восхождение прошло 17 августа 1894 году Уолтер Д. Уилкокс, Сэмюэл Э. С. Аллен и Льюис Фриссел. Это было первое восхождение на пик выше 3400 м в Скалистых горах Канады.

### Первое зимнее восхождение
2 января 1969 года Джеймс Джонс и Дэйв Хейли взошли на вершину через Юго-Западный хребет.